# Bégrolles-en-Mauges
Bégrolles-en-Mauges è un comune francese di 1 876 abitanti situato nel dipartimento del Maine e Loira nella regione dei Paesi della Loira.

## Società

### Evoluzione demografica
Abitanti censiti